# Lecanorchis nigricans
Lecanorchis nigricans är en orkidéart som beskrevs av Masaji Masazi Honda. Lecanorchis nigricans ingår i släktet Lecanorchis och familjen orkidéer. Inga underarter finns listade i Catalogue of Life.